# بنجامين راين تيلمان
بنجامين راين تيلمان (11 أغسطس 1847 – 3 يوليو 1918). كان سياسيًا أمريكيًا من الحزب الديمقراطي شغل منصب حاكم ولاية ساوث كارولينا بين عامي 1890 و1894، وعضوًا في مجلس شيوخ الولايات المتحدة منذ عام 1895 وحتى وفاته سنة 1918. قاد تيلمان، الذي كان عنصريًا من ذوي البشرة البيضاء ومعارضًا للحقوق المدنية للسود، مجموعة من القوات شبه العسكرية تدعى «القمصان الحمراء» خلال أحداث عنف انتخابات جنوب كارولينا عام 1876. ضمن مجلس الشيوخ الأمريكي، دافع عن قضايا إعدام السود دون محاكمة، وكثيرًا ما سخر من الأمريكيين السود في خطاباته، مفتخرًا بإسهاماته في قتلهم خلال حملته.
في ثمانينيات القرن الثامن عشر، أصبح تيلمان، الذي كان مالك أراضٍ ثريًا، غير راض عن القيادة الديمقراطية، وقاد حركة من المزارعين البيض المطالبين بالإصلاح. لم يلق نجاحًا في البداية، إلا أنه لعب دورًا كبيرًا في تأسيس جامعة كليمسون المستفيدة من قانون منح الأراضي. في عام 1890، سيطر تيلمان على الحزب الديمقراطي في الولاية، وانتخب حاكمًا لها. خلال سنواته الأربع في المنصب، أعدم 18 من الأميركيين السود في ولاية كارولينا الجنوبية؛ في تسعينيات القرن التاسع عشر، وصلت الولاية إلى أعلى عدد من حالات الإعدام دون محاكمة أكثر من أي وقت مضى. حاول تيلمان منع عمليات الإعدام غير القانونية بوصفه حاكمًا للولاية، لكنه تحدث بصف العصابات الإجرامية التي شنت تلك الإعدامات، مظهرًا استعداده لقيادة إحداها. في سنة 1894، عند نهاية ولايته الثانية التي دامت سنتين، انتخب عضوًا في مجلس الشيوخ الأمريكي بعد اقتراع أجراه المجلس التشريعي للولاية، الذي كانت وظيفته انتخاب أعضاء مجلس الشيوخ وقتئذٍ.
لُقب باسم «بين الشوكة» بسبب أسلوبه العدواني، إذ هدد باستخدامه الشوكة (أداة زراعية) ليغرزها في «كيس اللحم»، قاصدًا بذلك الرئيس جروفر كليفلاند. بعد أن كان مرشحًا محتملًا للرئاسة عن الحزب الديمقراطي في انتخابات سنة 1896، فقد فرصته بعد إلقائه خطابًا كارثيًا في المؤتمر. عرف بعدها بخطابه العدائي -خاصة ضد الأمريكيين السود- ولكن أيضًا بمدى فعاليّته كمسؤول تشريعي. إن أول قانون فيدرالي يتعلق بتمويل الحملات الانتخابية، والذي حظر مساهمات الشركات، يطلق عليه اسم قانون تيلمان. أعيد انتخاب تيلمان مرارًا، وخدم في مجلس الشيوخ بقية حياته. ضم إرثه دستور ولاية ساوث كارولينا في عام 1895، والذي حرم أغلب السود والعديد من البيض الفقراء من حق التصويت، وضمن حكم الحزب الديمقراطي الأبيض لأكثر من ستة عقود من الزمان حتى نهاية القرن العشرين.

## نشأته وتعليمه
ولد بنجامين راين تيلمان الابن في 11 أغسطس 1847 في مزرعة عائلية تسمى «تشيستر»، بالقرب من ترينتون، في مقاطعة إدغيفيلد، والتي تعتبر أحيانًا جزءًا من ريف كارولينا الجنوبية. كان والداه، بنجامين راين تيلمان الأب وصوفيا هانكوك، من أصل إنجليزي. إضافة إلى كونهما مزارعين تملَكا 86 عبدًا، أدارت العائلة فندقًا صغيرًا. امتلكت العائلة 2500 فدانًا من الأراضي، وكانوا من أكبر ملاكي الأراضي في المنطقة. كان بنجامين الأصغر بين 7 أبناء و4 بنات.
عرفت منطقة إيدغفيلد بكونها منطقة سادها العنف حسب معايير ما قبل الحرب الأهلية في ساوث كارولينا، حيث كانت تعالج قضايا الشرق إما بالقتل أو المبارزة. قبل وفاة تيلمان الأب من حمى التيفوئيد في عام 1849، كان قد قتل رجلًا وأدين بالشغب من قبل هيئة محلفين. مات أحد أبنائه في مبارزة؛ وقتل آخر في نزاع داخلي. قتل ثالث في الحرب المكسيكية الأميركية؛ ورابع في الخامسة عشر من عمره بسبب المرض. من أخوي بنجامين الناجين، مات أحدهم متأثرًا بجروح أصيب بها في الحرب الأهلية بعد عودته إلى موطنه، والآخر، جورج، قتل رجلًا اتهمه بالغش في المقامرة. بعد إدانته بالقتل غير العمد، واصل جورج ممارسة مهنة القانون من زنزانته في السجن خلال مدة عقوبته التي دامت عامين، وانتخب في مجلس الشيوخ أثناء فترة احتجازه. لاحقًا، انتخب عدة مرات في الكونغرس.
من سن مبكرة، أظهر بنجامين استخدامًا متميزًا للمفردات، وفي سنة 1860، أرسل إلى مدرسة داخلية في إدغفيلد تدعى بيثاني، حيث لمع نجمه، وبقي هناك بعد بداية الحرب الأهلية الأمريكية. في سنة 1863، عاد إلى موطنه لمساعدة أمه في سداد ديونها. عاد إلى بيثاني سنة 1864 ليدرس سنته الأخيرة قبل الالتحاق بكلية كارولينا الجنوبية (جامعة كارولينا الجنوبية اليوم). إلا أن حاجة الجنوب الماسة إلى الجنود وقفت عائقًا في تحقيق هدفه. في يونيو سنة 1864، قبل بلوغه سنة السابعة عشرة، انسحب تيلمان من الأكاديمية، معتزمًا الانضمام لإحدى وحدات المدفعية الساحلية. أحبطت مخططاته تلك بعد مرضه في المنزل. أصيب بورم في الجمجمة تطلب منه استئصال عينه اليسرى. في سنة 1866، تفككت القوى الكونفدرالية، وعاد بين تيلمان إلى صحته وعافيته.
بعد الحرب، عمل بين تيلمان وأمه وأخوه المصاب جيمس (الذي مات سنة 1866) على إعادة بناء مزرعة تشيستر. سجلوا العبيد العاملين لديهم في المزرعة بكونهم عمالًا. واجهوا رفضًا من العديد من الرجال العاملين لديهم الذين غادروا المزرعة قانونيًا. في الفترة بين عامي 1866 و1868، ذهب بين تيلمان برفقة عدد من العمال من المزرعة إلى فلوريدا، حيث أسسوا مزرعة قطن جديدة، إذ اشترت العائلة أرضًا هناك. لم يحظ تيلمان بالنجاح في فلوريدا: بعد سنتين دون أرباح، تدمرت المحاصيل بسبب اليرقات سنة 1868.
خلال فترة النقاهة، التقى تيلمان اللاجئة سالي ستارك من مقاطعة فيرفيلد. تزوجا في شهر يناير سنة 1868 وذهبت معه إلى فلوريدا. عاد الزوجان تيلمان إلى كارولينا الجنوبية حيث استقرا هناك ممتلكين 430 فدانًا من أراضي العائلة، أعطته إياها أمه. أنجب الزوجان سبعة أطفال: أدلين، وبنجامين ريان، وهنري كامينغز، ومارڠريت مالونا، وصوفيا أوليفر، وسامويل ستارك، وسالي ماي.
رغم عدم كونه متدينًا إلى حد بعيد، ارتاد تيلمان الكنيسة خلال سنوات رشده. كان مسيحيًا، إلا أنه لم ينتم إلى طائفة معينة؛ ونتيجة لذلك، لم ينضم قط رسميًا إلى كنيسة. أدى تشككه الديني أيضًا إلى تجنبه أي الذهاب إلى المزيد من الكنائس مباشرة تقريبًا بعد انخراطه في السياسة.
ظهر تيلمان كونه مزارعًا بارعًا، إذ جرب التنويع في المحاصيل، وأخذ محاصيله إلى السوق كل سبت في أوغوستا المجاورة، جورجيا. في عام 1878، ورث تيلمان 170 فدانًا من الأراضي من صوفيا تيلمان، واشترى 650 فدانًا في بلدة ناينتي سيكس على بعد 48 كيلومتر تقريبًا من أرضه في إيدجفيلد. بعدما ورث مكتبة كبيرة من عمه جون تيلمان، قضى أوقات من أيامه يقرأ فيها.
مع أن عماله لم يعودوا عبيدًا، إلا أنه استمر في معاملتهم بقسوة. بحلول عام 1876، كان تيلمان أكبر مالك أراض في مقاطعة إيدغفيلد. امتطى صهوة جواده مشرفًا على عماله في الحقول، قائلًا إنه في ذلك الوقت كان من الضروري عليه «دفع الزنوج المهملين للعمل».